# S Timbira (S-32)

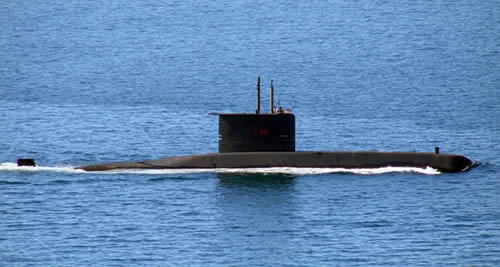
Timbira

El S Timbira (S-32) es un submarino de ataque de la clase Tupi de la marina de guerra de Brasil.
Fue construido por el Arsenal de Marinha do Rio de Janeiro siendo colocada la quilla en 1987. Fue botado el casco y asignado en 1996 o 1999.
El Timbira permanece fuera de servicio. En 2020 la marina de Brasil ofreció al Timbira y Tapajó a la marina de guerra del Perú.